# نفرین‌شدگی و یک روز
«نفرین‌شدگی و یک روز» (به انگلیسی: Damnation and a Day) آلبومی از کریدل آو فیلث است که در سال ۲۰۰۳ میلادی منتشر شد.